# 阿拉灣
阿拉灣是俄羅斯北方的海灣，由摩爾曼斯克州負責管轄，長約11公里，海岸線長度約32公里，最大水深159米，海灣沿岸被苔原、松樹和樺樹覆蓋。